# Prudente de Moraes
Pour les articles homonymes, voir Barros et Moraes.
Prudente J. de Moraes Barros (Itu, 4 octobre 1841 - Piracicaba, 3 décembre 1902) est un homme d'État brésilien, président de la république des États-Unis du Brésil de 1894 à 1898.

## Biographie
C'est le premier civil à occuper ce poste, ainsi que le premier président à être élu au suffrage direct selon les prescriptions de la constitution de 1891. Son accession au pouvoir marque l'ascension de l'oligarchie des grands producteurs de café au pouvoir politique. Sa présidence couvre la période du 15 novembre 1894 au 15 novembre 1898. Son mandat est marqué par la guerre de Canudos, une révolte paysanne dans le Nord-Est du pays, écrasée par l'armée. Il doit également faire face à une rupture des relations diplomatiques avec le Portugal, à la suite de laquelle une médiation de la reine Victoria du Royaume-Uni permit un apaisement.
Il a précédemment été gouverneur de l'État de São Paulo.
Il est membre de la franc-maçonnerie.
On donne son nom à la ville de Presidente Prudente.